# Уве Зеелер
Уве Зеелер (нім. Uwe Seeler; 5 листопада, 1936, Гамбург — 21 липня 2022) — німецький футболіст, більшу частину кар'єри виступав за «Гамбург», капітан збірної ФРН. Бізнесмен.

## Біографія

### Дитинство
Батько — Ервін Зеелер, працював у Гамбургській гавані, 57 разів грав за збірну Гамбурга з футболу, найкращий бомбардир робітничої Олімпіади 1933 року (Відень), грав за «Гамбург», тренував «Альтон», помер в кінці Другої світової війни. Старший брат Дітер грав у «Гамбурзі» на позиції лівого півзахисника, був вчителем брата. У важкий повоєнний час 3-м братам Зеелерам, які залишилися без батька, довелося шукати засоби до існування, адже необхідно було годувати також сестер і матір. За свої виступи юний Уве отримував яйця, борошно і картоплю. Потім Уве потрапив у футбольну школу відродженого «Гамбурга». Своє прізвисько Несамовитий Уве Зеелер отримав 1953 року, коли у 16-річному віці блискуче відіграв на Міжнародному юнацькому клубному турнірі у Віареджо. На юнацькому турнірі УЄФА в Бельгії 1954-го він забив 12 з 20 м'ячів збірної Німеччини. Про юного вундеркінда заговорила вся країна.

### Клубна кар'єра
Майже всю свою клубну кар'єру, за винятком одного матчу Уве Зеелер провів у «Гамбурзі». Дебют гравця відбувся 5 серпня 1953 року в матчі проти «Геттінгена». Головний тренер Гюнтер Мальманн перетворив потужного таранного форварда в хитрого і розумного гравця. У 1957-му кар'єра Уве могла завершитися через проблеми з хребтом, але незабаром біль пройшов. Найкращим матчем Уве за «Гамбург» вважається фінал Кубка Німеччини 1963 року, коли він забив усі 3 м'ячі у ворота дортмунської «Боруссії». Прощальний матч Зеелера відбувся 1 травня 1972 року, суперником «Гамбурга» була Збірна Європи, на матч прийшли 62 тисячі глядачів.

### Виступи за збірну
Тренер збірної Німеччини Зепп Хербергер довго шукав наступника лідерові збірної Фріцу Вальтеру, доки не натрапив на молодого Уве. Але тут виникла проблема: добре граючи правою ногою, Зеелер майже не використовував ліву, що істотно збіднювало його гру. Однак незабаром Уве подолав цей свій недолік, працюючи на тренуваннях. 16 жовтня 1954 року Уве дебютував у складі збірної в матчі проти Франції (1:3), відзначившись гольовою передачею. Після гри Хербергер сказав:«Цей клубок, витканий з м'язів, енергії і азарту, далеко піде». Але в подальших іграх Уве не забивав, граючи настирливо, але прямолінійно, і Хербергер змушений був відсторонити Зеелера від ігор. А незабаром почалися і болі в області хребта, але незабаром вони пройшли і Уве взяли на Чемпіонат світу 1958. І преса, і партнери були незадоволені Уве, називаючи його «товстуном», і він навіть, образившись, виїхав у Гамбург, але Фріц Вальтер умовив його повернутися. 2 м'ячі Уве, забиті під час групового турніру, допомогли німцям вийти до чвертьфіналу, де їх здолала Югославія. На чемпіонаті світу 1962 та 1966 Уве також забив по 2 голи. На останньому, в чвертьфіналі, один з двох вилучених футболістів команди Уругваю Торре вдарив Уве за симуляцію. У півфіналі німці здолали збірну СРСР, але потім програли англійцям. На мундіалі 1970 Зеелер помстився за фінал, забивши англійцям в чвертьфіналі у ворота Пітера Бонетті потилицею на останніх секундах матчу, однак і в цьому чемпіонаті Німеччина не змогла виграти, посівши 3-е місце.

### Бізнес
1961 року Зеелеру надійшов ряд вигідних пропозицій з клубів Півдня Європи, і Уве цілком міг піти, адже в Німеччині футболістові тоді платили невеликі гроші. Щоб запобігти цьому, Хербергер домігся призначення Зеелера на пост головного представника на півночі Німеччини однієї фірми з виробництва спортивного обладнання. 1995-го Зеелер став президентом «Гамбурга» і вирішив тодішні фінансові труднощі клубу, однак 1997 року його звинуватили в махінаціях. Також у послужному списку Зеелера є одне комедійне камео.

## Досягнення

### Командні

#### У складі Гамбурга
- Фіналіст Кубка Кубків: 1968.
- Чемпіон Німеччини: 1960.
- Володар Кубка Німеччини: 1963.

#### У складі збірної ФРН
- Півфіналіст Чемпіонату світу 1958.
- Учасник Чемпіонату світу 1962.
- Срібний призер Чемпіонату світу 1966.
- Бронзовий призер Чемпіонату світу 1970.

### Особисті
- Футболіст року в Німеччині: 1960, 1964, 1970.
- Найкращий бомбардир Бундесліги: 1963-64.
- Найкращий бомбардир «Оберліги-Північ» (регіонального підрозділу чемпіонату Німеччини): 1955 (28 голів), 1956 (32), 1957 (31), 1959 (29), 1960 (36), 1961 (29), 1962 (28).
- Один з двох, разом з Пеле футболістів, які забивали голи на чотирьох чемпіонатах світу: 1958—1970.
- Уве входить в список «ФІФА 100», але він відмовився фотографуватися для буклета.
- Один з 4-х почесних капітанів збірної Німеччини.
- 3-й футболіст Європи: 1960.
- До 1998 року, коли це досягнення побив на чемпіонаті світу співвітчизник Зеелера Маттеус, Уве був рекордсменом за кількістю матчів, проведених на подібних змаганнях — 21.
- Вищий орден Німеччини «За заслуги».

## Статистика
Статистика клубних виступів:
| Клуб              | Сезон             | Чемпіонат | Чемпіонат | Оберліга «Північ» | Оберліга «Північ» | Кубок | Кубок | Єврокубки | Єврокубки | Всього | Всього |
| Клуб              | Сезон             | Ігри      | Голи      | Ігри              | Голи              | Ігри  | Голи  | Ігри      | Голи      | Ігри   | Голи   |
| ----------------- | ----------------- | --------- | --------- | ----------------- | ----------------- | ----- | ----- | --------- | --------- | ------ | ------ |
| «Гамбург»         | 1954/55           | 5         | 1         | 26                | 28                | 1     | 2     | —         | —         | 32     | 31     |
| «Гамбург»         | 1955/56           | 5         | 3         | 29                | 32                | 2     | 2     | —         | —         | 36     | 37     |
| «Гамбург»         | 1956/57           | 4         | 2         | 26                | 31                | 1     | 0     | —         | —         | 31     | 33     |
| «Гамбург»         | 1957/58           | 4         | 2         | 24                | 22                | —     | —     | —         | —         | 28     | 24     |
| «Гамбург»         | 1958/59           | 4         | 5         | 27                | 29                | 1     | 0     | —         | —         | 32     | 34     |
| «Гамбург»         | 1959/60           | 7         | 13        | 26                | 36                | 1     | 0     | —         | —         | 34     | 49     |
| «Гамбург»         | 1960/61           | 6         | 8         | 23                | 29                | —     | —     | 7         | 5         | 36     | 42     |
| «Гамбург»         | 1961/62           | 2         | 4         | 28                | 28                | —     | —     | —         | —         | 30     | 32     |
| «Гамбург»         | 1962/63           | 6         | 2         | 28                | 32                | 4     | 6     | —         | —         | 38     | 40     |
| «Гамбург»         | 1963/64           | 30        | 30        | —                 | —                 | 2     | 2     | 6         | 5         | 38     | 37     |
| «Гамбург»         | 1964/65           | 19        | 14        | —                 | —                 | 1     | 1     | —         | —         | 20     | 15     |
| «Гамбург»         | 1965/66           | 23        | 11        | —                 | —                 | 2     | 1     | —         | —         | 25     | 12     |
| «Гамбург»         | 1966/67           | 23        | 10        | —                 | —                 | 5     | 3     | —         | —         | 28     | 13     |
| «Гамбург»         | 1967/68           | 30        | 12        | —                 | —                 | 1     | 0     | 9         | 8         | 40     | 20     |
| «Гамбург»         | 1968/69           | 33        | 23        | —                 | —                 | 3     | 1     | 4         | 3         | 40     | 27     |
| «Гамбург»         | 1969/70           | 30        | 17        | —                 | —                 | 2     | 0     | —         | —         | 32     | 17     |
| «Гамбург»         | 1970/71           | 25        | 9         | —                 | —                 | 2     | 3     | 2         | 0         | 29     | 12     |
| «Гамбург»         | 1971/72           | 26        | 11        | —                 | —                 | 4     | 3     | 1         | 0         | 31     | 14     |
| «Гамбург»         | Усього            | 282       | 177       | 237               | 267               | 32    | 24    | 29        | 21        | 580    | 489    |
| «Корк Селтік»     | 1977/78           | 1         | 2         | —                 | —                 | —     | —     | —         | —         | 1      | 2      |
| Усього за кар'єру | Усього за кар'єру | 283       | 179       | 237               | 267               | 32    | 24    | 29        | 21        | 581    | 491    |

Статистика виступів на чемпіонатах світу:
| №                                                             | Турнір  | Команда | Рахунок | Суперник          | Автори голів                                               |
| ------------------------------------------------------------- | ------- | ------- | ------- | ----------------- | ---------------------------------------------------------- |
| 1                                                             | ЧС-1958 | ФРН     | 3:1     | Аргентина         | Ран (2), Зеелер — Корбатта                                 |
| 2                                                             | ЧС-1958 | ФРН     | 2:2     | Чехословаччина    | Шефер, Ран — Дворжак, Зикан                                |
| 3                                                             | ЧС-1958 | ФРН     | 2:2     | Північна Ірландія | Ран, Зеелер — Макпарланд (2)                               |
| 4                                                             | ЧС-1958 | ФРН     | 1:0     | Югославія         | Ран                                                        |
| 5                                                             | ЧС-1958 | ФРН     | 1:3     | Швеція            | Шефер — Скоглунд, Грен, Хамрін                             |
| 6                                                             | ЧС-1962 | ФРН     | 0:0     | Італія            |                                                            |
| 7                                                             | ЧС-1962 | ФРН     | 2:1     | Швейцарія         | Брюлльс, Зеелер — Шнайтер                                  |
| 8                                                             | ЧС-1962 | ФРН     | 2:0     | Чилі              | Шиманяк, Зеелер                                            |
| 9                                                             | ЧС-1962 | ФРН     | 0:1     | Югославія         | Радакович                                                  |
| 10                                                            | ЧС-1966 | ФРН     | 5:0     | Швейцарія         | Гельд, Галлер (2), Бекенбауер (2)                          |
| 11                                                            | ЧС-1966 | ФРН     | 0:0     | Аргентина         |                                                            |
| 12                                                            | ЧС-1966 | ФРН     | 2:1     | Іспанія           | Еммеріх, Зеелер — Фусте                                    |
| 13                                                            | ЧС-1966 | ФРН     | 4:0     | Уругвай           | Галлер (2), Бекенбауер, Зеелер                             |
| 14                                                            | ЧС-1966 | ФРН     | 2:1     | СРСР              | Галлер, Бекенбауер — Поркуян                               |
| 15                                                            | ЧС-1966 | ФРН     | 2:4     | Англія            | Галлер, Вебер — Герст (3), Пітерс                          |
| 16                                                            | ЧС-1970 | ФРН     | 2:1     | Марокко           | Зеелер, Мюллер — Жарір                                     |
| 17                                                            | ЧС-1970 | ФРН     | 5:2     | Болгарія          | Лібуда, Мюллер (3), Зеелер — Нікодимов, Колев              |
| 18                                                            | ЧС-1970 | ФРН     | 3:1     | Перу              | Мюллер (3) — Кубільяс                                      |
| 19                                                            | ЧС-1970 | ФРН     | 3:2     | Англія            | Бекенбауер, Зеелер, Мюллер — Маллері, Пітерс               |
| 20                                                            | ЧС-1970 | ФРН     | 3:4     | Італія            | Шнеллінгер, Мюллер (2) — Бонінсенья, Бурньїч, Ріва, Рівера |
| 21                                                            | ЧС-1970 | ФРН     | 1:0     | Уругвай           | Оверат                                                     |
| Усього: 13 перемог, 4 нічиї, 4 поразки, різниця м'ячів 45:26. |         |         |         |                   |                                                            |

Статистика виступів у національній збірній:
| Рік    | Ігри | Голи |
| ------ | ---- | ---- |
| 1954   | 3    | 0    |
| 1955   | 0    | 0    |
| 1956   | 1    | 0    |
| 1957   | 0    | 0    |
| 1958   | 9    | 5    |
| 1959   | 5    | 6    |
| 1960   | 5    | 4    |
| 1961   | 6    | 5    |
| 1962   | 7    | 2    |
| 1963   | 3    | 3    |
| 1964   | 3    | 4    |
| 1965   | 1    | 1    |
| 1966   | 12   | 7    |
| 1967   | 3    | 1    |
| 1968   | 1    | 0    |
| 1969   | 3    | 0    |
| 1970   | 10   | 5    |
| Всього | 72   | 43   |